# مسعود محمودی
مسعود محمودی (۱۳۳۵ سیرجان- ۱۳۸۱ کرمان) در دوره دولت نخست سید محمد خاتمی استاندار استان کرمان (۱۳۷۶–۱۳۸۰) بود.
محمودی متولد ۱۳۳۵ در سیرجان بود و پس از اتمام تحصیلات ابتدایی و متوسطه در رشته مدیریت از دانشگاه کرمان فارغ‌التحصیل شد.
وی پس از پیروزی انقلاب ۵۷ به ریاست صدا و سیما منصوب استان کرمان و سپس ریاست صدا و سیمای استان فارس منصوب شد. وی پس از مدتی به وزارت کشور رفته و در سمت معاون سیاسی و امنیتی استانداری کرمان فعالیت کرد. او همچنین از ۱ اسفند ۱۳۷۲ تا ۱۹ تیر ۱۳۷۳ یعنی فاصله بین استعفای سید حسین مرعشی و انتصاب مرتضی بانک به عنوان استاندار کرمان به عنوان سرپرست استانداری فعالیت می‌کرد. پس از انتخابات دوم خرداد ۱۳۷۶ و پیروزی سید محمد خاتمی در فاصله ۱۶ شهریور ۱۳۷۶ تا ۲۵ مهر ۱۳۸۰ به عنوان استاندار کرمان فعالیت کرد و بعد از ان به عنوان مشاور صنایع ملی مس مشغول به کار شد.
مسعود محمودی در ۲۷ شهریور ۱۳۸۱ درگذشت.